# 뉴멕시코주의 주지사 목록
다음은 뉴멕시코주의 역대 주지사 목록이다.
| 대수 | 이름                           | 임기            | 정당   |
| ---- | ------------------------------ | --------------- | ------ |
| 1대  | 윌리엄 C. 맥도널드             | 1912년 - 1917년 | 민주당 |
| 2대  | 에세키엘 C. 데바카             | 1917년 - 1917년 | 민주당 |
| 3대  | 워싱턴 엘스워스 린지           | 1917년 - 1919년 | 공화당 |
| 4대  | 옥타비아노 암브로시오 라라솔로 | 1919년 - 1921년 | 공화당 |
| 5대  | 메릿t C. 메컴                  | 1921년 - 1923년 | 공화당 |
| 6대  | 제임스 F. 힝클                 | 1923년 - 1925년 | 민주당 |
| 7대  | 아서 T. 해닛                   | 1925년 - 1927년 | 민주당 |
| 8대  | 리처드 C. 딜런                 | 1927년 - 1931년 | 공화당 |
| 9대  | 아서 셀리그먼                  | 1931년 - 1933년 | 민주당 |
| 10대 | 앤드루 W. 호켄헐               | 1933년 - 1935년 | 민주당 |
| 11대 | 클라이드 팅글리                | 1935년 - 1939년 | 민주당 |
| 12대 | 존 E. 마일스                   | 1939년 - 1943년 | 민주당 |
| 13대 | 존 J. 뎀프시                   | 1943년 - 1947년 | 민주당 |
| 14대 | 토머스 J. 매브리               | 1947년 - 1951년 | 민주당 |
| 15대 | 에드윈 L. 메컴                 | 1951년 - 1955년 | 공화당 |
| 16대 | 존 F. 심스                     | 1955년 - 1957년 | 민주당 |
| 17대 | 에드윈 L. 메컴                 | 1957년 - 1959년 | 공화당 |
| 18대 | 존 버로스                      | 1959년 - 1961년 | 민주당 |
| 19대 | 에드윈 L. 메컴                 | 1961년 - 1962년 | 공화당 |
| 20대 | 톰 볼랙                        | 1962년 - 1963년 | 공화당 |
| 21대 | 잭 M. 캠벨                     | 1963년 - 1967년 | 민주당 |
| 22대 | 데이비드 F. 카고               | 1967년 - 1971년 | 공화당 |
| 23대 | 브루스 킹                      | 1971년 - 1975년 | 민주당 |
| 24대 | 제리 아포다카                  | 1975년 - 1979년 | 민주당 |
| 25대 | 브루스 킹                      | 1979년 - 1983년 | 민주당 |
| 26대 | 토니 아나야                    | 1983년 - 1987년 | 민주당 |
| 27대 | 개리 카루더스                  | 1987년 - 1991년 | 공화당 |
| 28대 | 브루스 킹                      | 1991년 - 1995년 | 민주당 |
| 29대 | 게리 존슨                      | 1995년 - 2003년 | 공화당 |
| 30대 | 빌 리처드슨                    | 2003년 - 2011년 | 민주당 |
| 31대 | 수재나 마르티네스              | 2011년 - 2019년 | 공화당 |
| 32대 | 미셸 루한 그리셤               | 2019년 -        | 민주당 |